# Drapetis atrinervalis
Drapetis atrinervalis är en tvåvingeart som beskrevs av Rogers 1983. Drapetis atrinervalis ingår i släktet Drapetis och familjen puckeldansflugor.
Artens utbredningsområde är Florida. Inga underarter finns listade i Catalogue of Life.